# Бадарійська культура
Бадарійська культура (названа за селищем Ель-Бадарі в провінції Асьют (Єгипет), біля якого вона була відкрита на початку XX ст.) — найдавніша сільськогосподарська культура на території Верхнього Єгипту. Існувала з 4500 по 3250 до н. е., згідно з найсміливішим датуваннями — з 5000 до н. е..

## Особливості
Виявлено близько 40 поселень і 600 могил. Економіка ґрунтувалася на сільському господарстві, рибальстві і тваринництві. Серед знарядь праці були односторонні скребки, пробійники, сокири, двосторонні серпи і наконечники стріл. У похованнях виявлені останки великої худоби, собак і овець. У їжу вживалися такі злаки, як пшениця, ячмінь, сочевиця і бульби. 
В 2023 році єгипетські археологи виявили наскельні малюнки віком у 5 тисяч років. На ньому зображений човен, якого тягнуть 25 чоловіків на мотузці. Це проливає нове світло на дофараонський період.
Найхарактернішою ознакою культури є бадарійська кераміка — яскраво-червона, з чорною окантовкою зверху. За стилем кераміка нагадує ранню мінойську кераміку Криту, проте між бадарійською і мінойською культурами відсутня хронологічна і територіальна спадкоємність.
Мабуть, бадарійская культура існувала далеко за межами околиць Ель-Бадар, оскільки подібні археологічні знахідки виявлені на південь від населених пунктів Дендера, Армант, Ель-Каб та Нехен («Ієраконполіс» в грецьких джерелах), а також на схід від Ваді-Хаммамат.
Антропологічні дослідження численних і добре збережених бадарійських черепів показали, що у расовому відношенні бадарійці були гібридною расою, проте зі значним переважанням негроїдних елементів, характерних для Східно- або Центральноафриканської підрас (із подовженою формою черепів)[джерело?].

## Зникнення
Бадарійську культуру поступово замінила амратська культура, артефакти якої археологи датують другою половиною 5-го — початком 4 тисячоліття до н. е.. Вона була по Верхньому Єгипті, і її межі простягались до Нубії.
Поступово бадарійская культура переходить в культуру Накада (Нагада, Naqada), що існувала на північ від сучасного Луксору приблизно до 3000 до н. е., причому ряд дослідників об'єднують культури Бадар і Накада в одну, зважаючи на їх високу схожість між собою. Ще одним наступником бадарійской культури, можливо, стала культура Маадія-Буто.

## Художня література
У гумористичній фантастичній повісті П'єра Буля «Нескінченна ніч» Бадар зображується як надзвичайно розвинена культура, жителі якої нібито винайшли машину часу, проте пізніше деградували, змішавшись з прибульцями з майбутнього, і дали початок сучасним людям.

## Галерея

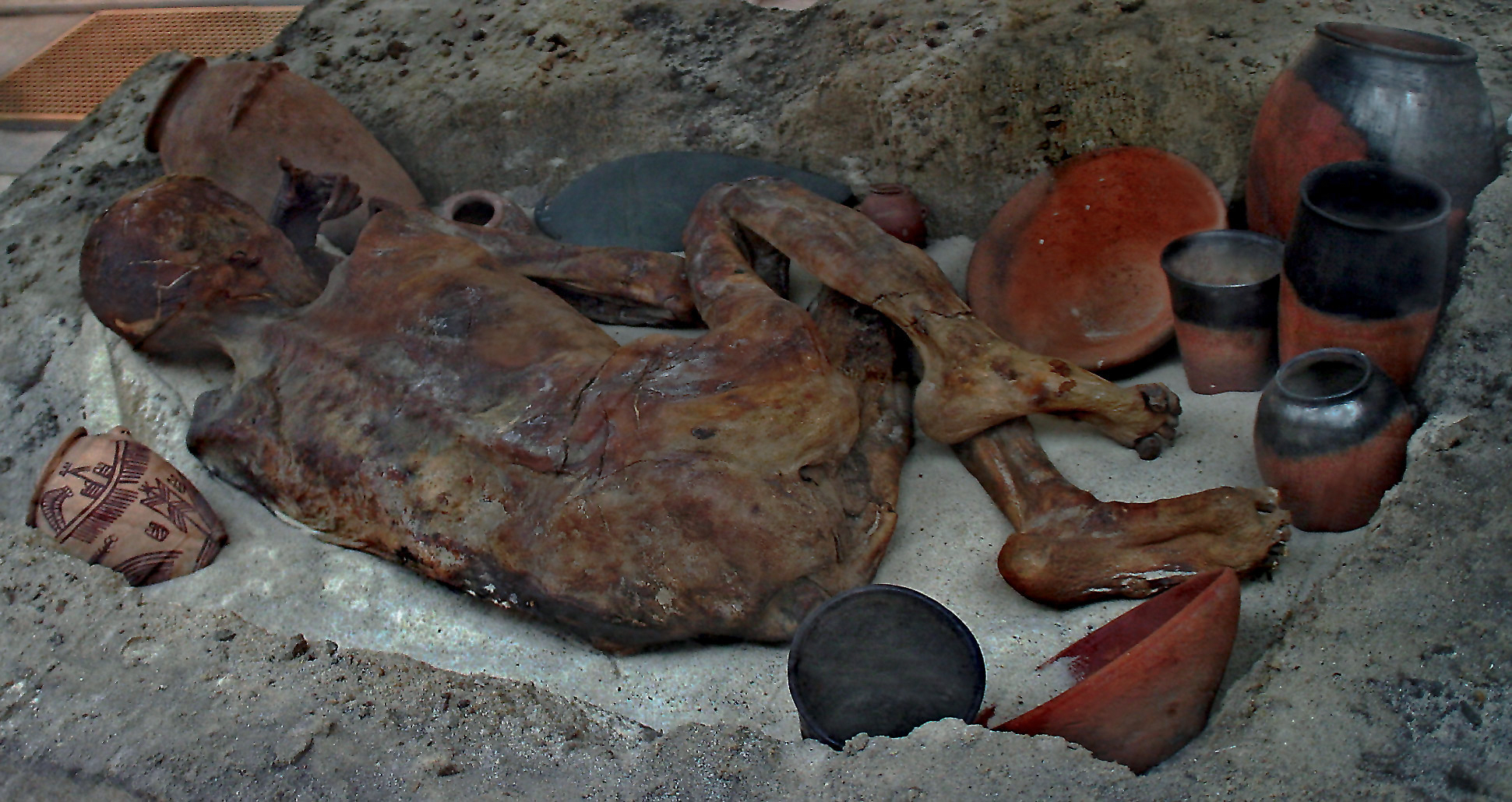
Поховання з Ієраконполя
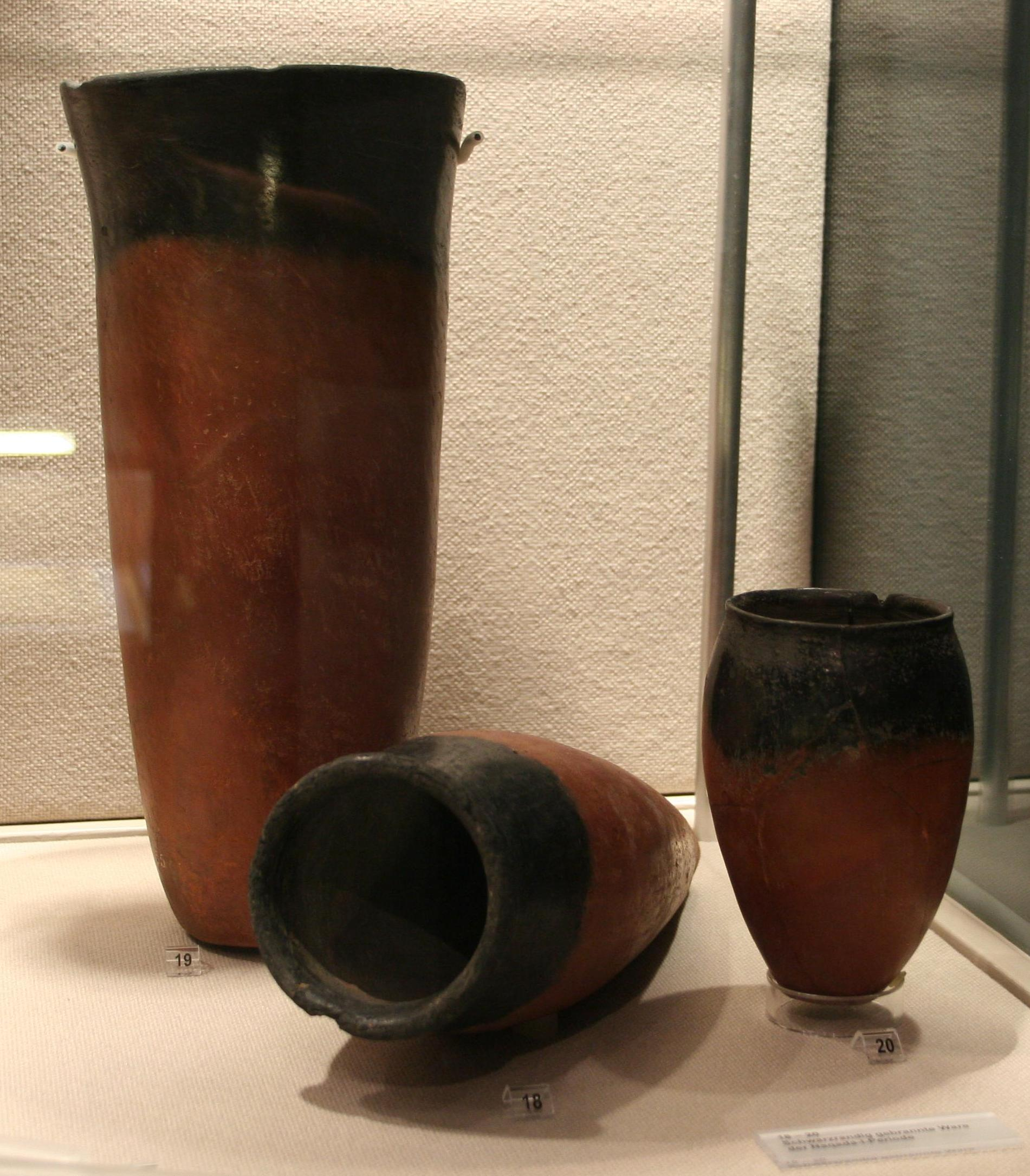
Бадарійська кераміка, Лейпциг, Німеччина
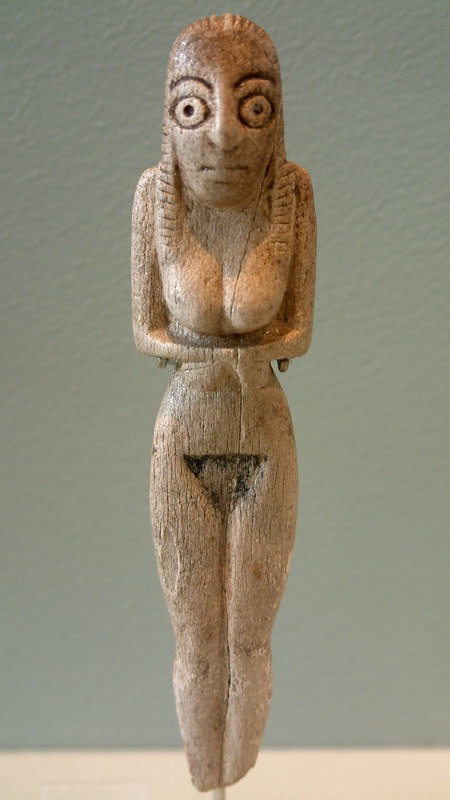
Дерев'яна статуетка жінки з поховання Бадарійської культури, Лувр
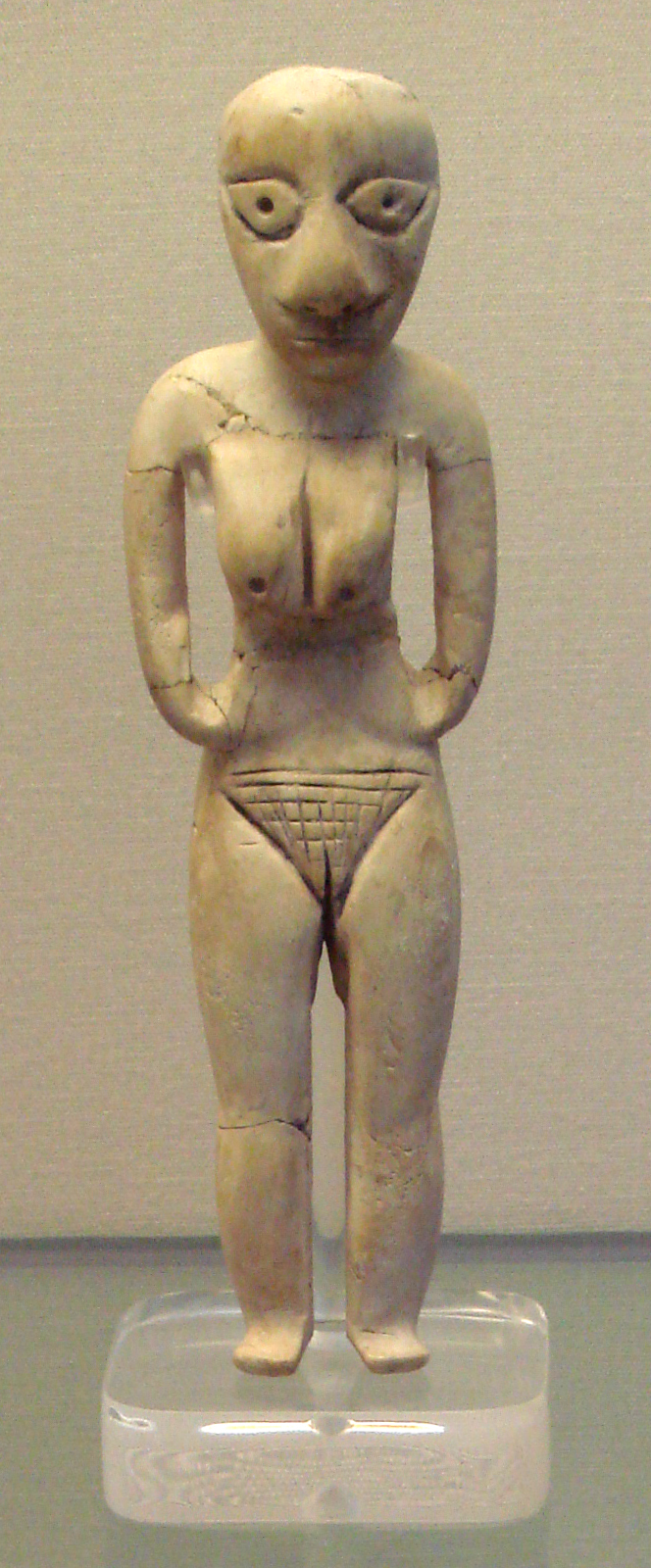
Дерев'яна статуетка жінки з поховання Бадарійської культури, Британський музей
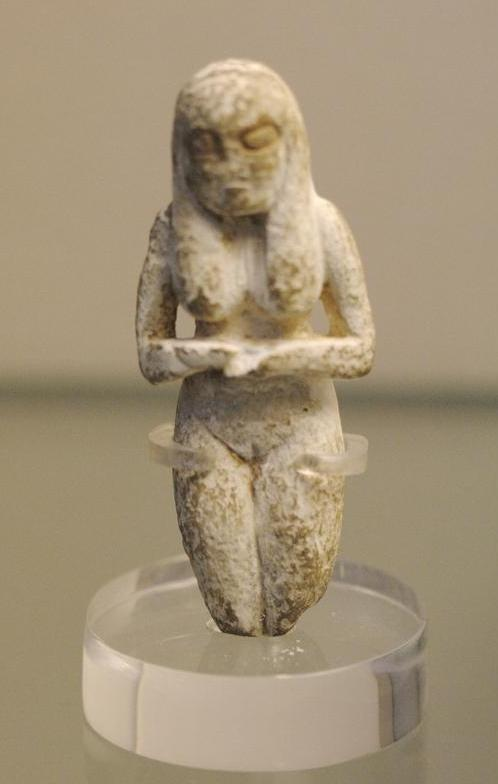
Дерев'яна статуетка жінки з поховання Бадарійської культури, Британський музей